# Gottes missbrauchte Dienerinnen
Gottes missbrauchte Dienerinnen ist ein französischer Dokumentarfilm von Éric Quintin und Marie-Pierre Raimbault in Zusammenarbeit mit Elizabeth Drevillon. Der Film, der erstmals am 5. März 2019 auf Arte gezeigt wurde, thematisiert sexualisierte Gewalt durch Kleriker gegen Nonnen und die Versuche der katholischen Kirche, diese Taten zu vertuschen.

## Inhalt
Der Film zeigt, dass Nonnen überall auf der Welt von hierarchisch über ihnen stehenden Klerikern sexuell missbraucht wurden und werden. Eine zentrale Rolle spielt der Fall des Marie-Dominique Philippe, der jahrzehntelang Nonnen vergewaltigte, ohne dass die Kirche einschritt.
Die systematischen Vergewaltigungen reichen bis hin zu Strukturen, in denen Ordensschwestern wie Sexsklavinnen an Priester verkauft wurden.
2018 räumte der Vatikan ein, dass die Berichte begründet seien und das Problem weiterbestehe.
Die Filmemacher versuchten, ein Treffen von zwei Protagonistinnen des Films mit Papst Franziskus zu arrangieren. Da der Vatikan lediglich eine Privataudienz ohne Zeugen anbot, lehnten die betroffenen Frauen dieses Treffen ab.

## Hintergründe
Dem Film liegen zweijährige Recherchen zu Grunde.
Doris Wagner, eine der im Film zu Wort kommenden betroffenen (ehemaligen) Nonnen, hat bereits vorher auf das Problem der sexualisierten Gewalt gegen Ordensschwestern aufmerksam gemacht, etwa in ihrem autobiografischen Buch Nicht mehr ich – die wahre Geschichte einer jungen Ordensfrau oder mit einem Artikel in der katholischen Kulturzeitschrift Stimmen der Zeit. Auch in dem Film #Female Pleasure war sie zu sehen. 2019 erschien ihr zweites Buch Spiritueller Missbrauch in der katholischen Kirche.
In den 1990er Jahren hatten bereits mehrere Ordensschwestern auf den weitverbreiteten sexuellen Missbrauch in u. a. afrikanischen Klöstern aufmerksam gemacht, unter ihnen Maura O’Donohue, die 1994 einen Bericht über Fälle in 23 Ländern nach Rom sandte. Dieser Bericht kam erst 2001 durch den National Catholic Reporter an die Öffentlichkeit. Erst danach gab es ein Statement aus Rom, in dem diese Fälle bestätigt wurden, das Problem allerdings trotz der vielen dokumentierten Fälle aus verschiedenen Ländern als „auf einen begrenzten geografischen Raum“ relativiert wurde. Später im selben Jahr bat der damalige Papst Johannes Paul II. in einer Botschaft um Entschuldigung gegenüber den Opfern.
Bei einer Umfrage unter 578 Nonnen in den 1990er Jahren in den USA gaben 39,9 Prozent der Befragten an, sexuellen Missbrauch erlebt zu haben, 29,3 Prozent waren während ihrer Zugehörigkeit zur jeweiligen Gemeinschaft sexuell missbraucht worden.
Die Autoren des Films stellen fest: „Neben der Pädophilie versucht die Kirche ein weiteres Verbrechen zu vertuschen. Weltweit begehen Priester sexuellen Missbrauch an Ordensfrauen, die ihrer Autorität unterstehen.“ Auch Doris Wagner schreibt: „Dass kirchliche Einrichtungen sich zwar einerseits der Schwere interner Vorfälle offensichtlich bewusst sind, aber andererseits kaum andere Maßnahmen ergreifen als diese möglichst von der Öffentlichkeit fernzuhalten, ist ein Phänomen, mit dem wir schon in den Kindesmissbrauchsfällen traurige Bekanntschaft gemacht haben.“ Bei der Frage, wie ist es möglich ist, dass Ordensfrauen in einer so hohen Zahl Opfer von sexuellem Missbrauch werden konnten, spricht sie u. a. die Machtverhältnisse zwischen Oberinnen bzw. Priestern und Schwestern an sowie den Zölibat, den Umgang mit Tätern und die Frage nach der Stellung von Ordensfrauen im kirchlichen Machtgefüge.

## Einstweilige Verfügung
Am 20. März 2019 untersagte die Pressekammer des Landgerichts Hamburg mit einer einstweiligen Verfügung dem Sender Arte, den Film weiterhin in seiner Mediathek zu präsentieren, woraufhin er entfernt wurde. Dagegen ging Arte vor Gericht und machte den Beitrag in einer der Unterlassungsverfügung angepassten Version wieder zugänglich. Der Sprecher der Geistlichen Familie „Das Werk“ in Bregenz, Pater Georg Gantioler, erklärte auf Anfrage der Katholischen Nachrichten-Agentur, ein Rechtsanwalt der Gemeinschaft habe eine einstweilige Verfügung gegen Arte TV, die Frankfurter Allgemeine Zeitung und den Deutschlandfunk erwirkt. Eine hiergegen gerichtete Verfassungsbeschwerde wurde vom Bundesverfassungsgericht nicht zur Entscheidung angenommen.